# Белавичи (Ивацевичский район)
Белавичи (бел. Бяла́вічы) — деревня в Ивацевичском районе Брестской области Беларуси. Входит в состав Квасевичского сельсовета, до 2013 года принадлежала Коссовскому сельсовету.

## География
Деревня находится в 5 км к юго-западу от города Коссово и в 15 км к западу от города Ивацевичи. Местность принадлежит бассейну Днепра, через деревню проходит мелиоративный канал со стоком в реку Жегулянка, приток Ясельды. Деревня соединена местными дорогами с Коссовом и соседней деревней Заполье.

## Этимология
По мнению В. А. Жучкевича название производно от фамилии Белавин, Белавич. Существует версия о происхождении названия от слова Бель, что означает низкое болотистое место.

## История
Первое упоминание о деревне датируется 1485 годом. После административно-территориальной реформы середины XVI века в Великом княжестве Литовском входило в состав Слонимского повета Новогрудского воеводства.
С 1504 года имение принадлежало князю Василию Глинскому. Вероятно именно в Белавичах родилась его дочь Елена Глинская, мать Ивана Грозного. В 1508 году после подавления мятежа Глинских Василий Глинский бежал в Москву, а все имения в ВКЛ были у него отобраны. В 1509 году король Сигизмунд I передал имение Семёну Чарторыйскому, после брака дочери Семёна Александры Чарторыйской с Василием Тышкевичем Белавичи перешли к нему. В 1598 году имение перешло в собственность канцлера Льва Сапеги.
В 1630 году была возведена деревянная униатская церковь. В 1773 году на её месте было построено новое, также деревянное здание униатской церкви св. Ильи. В XIX веке церковь была передана православным, сохранилась до нашего времени.
После третьего раздела Речи Посполитой (1795 год) в составе Российской империи, с 1801 года Белавичи принадлежали Слонимскому уезду Гродненской губернии.
В XIX веке имение было собственностью князей Чарторыйских. В конце XIX века в местечке действовали школа, церковь, корчма, водяная мельница. В начале 1880-х годов село насчитывало 42 двора и 664 жителя.
Согласно Рижскому мирному договору (1921) деревня вошла в состав межвоенной Польши, где принадлежала Косовскому повету Полесского воеводства. С 1939 года в составе БССР.
До 16 февраля 1987 года деревня находилась в административном подчинении Коссовского поссовета, до 17 сентября 2013 года — в составе Коссовского сельсовета.

## Население

### Численность
- 2019 год — 165 жителей

### Динамика
- 1999 год — 359 жителей (перепись населения)
- 2009 год — 226 жителей (перепись населения)
- 2019 год — 165 жителей (перепись населения)

## Достопримечательности
- Деревянная Ильинская церковь XVIII века, памятник архитектуры. Рядом с церковью в XIX веке возведена каменная брама (ворота) — колокольня. Церковь включена в Государственный список историко-культурных ценностей Республики Беларусь[8].  Историко-культурная ценность Республики Беларусь, шифр 112Г000293.
- Мемориальный камень родившемуся в деревне доктору и историку Михаилу Гомолицкому.
- Курганный могильник периода раннего средневековья (XI—XIII вв.), расположен в центральной части кладбища в деревне Белавичи —  Историко-культурная ценность Республики Беларусь, шифр 113В000294.
- Курган периода раннего средневековья (XI—XIII вв.), в 2 км на запад, урочище Хвойня —  Историко-культурная ценность Республики Беларусь, шифр 113В000295.
- Курганный могильник периода раннего средневековья (XI—XIII вв.), в 0,3 км на северо-запад от Ильинской церкви, за ручьём Федоска —  Историко-культурная ценность Республики Беларусь, шифр 113В000296.

### Утраченное наследие
- Деревянная часовня
- Административное здание